# Хайрутдінов Акрам Мінгазович
Акрам Мінгазович Хайрутдінов (1924 року — 26 березня 1944 року) — учасник німецько-радянської війни, кулеметник 384-го окремого батальйону морської піхоти (Одеська військово-морська база, Чорноморський флот), десантник. Герой Радянського Союзу (1944 — посмертно).

## Біографія
Хайрутдінов Акрам Мінгазович народився 1924 року в селі Нижні Чершіли нині Леніногорського району Республіки Татарстан. Татарин. Здобувши неповну середню освіту, працював колісником в обозному цеху райпромкомбінату місцьпрому в рідному селі.
У ВМФ із 1943 року.
У боях Німецько-радянської війни з 1943 року.
У ніч на 26 березня 1944 року кулеметник 384-го окремого батальйону морської піхоти (Одеська військово-морська база, Чорноморський флот) матрос Хайрутдінов у складі десантного загону під командуванням старшого лейтенанта К. Ф. Ольшанського був висаджений у тил противника в порт міста Миколаїв. Дві доби загін вів бій, відбивши 18 атак противника, до підходу радянських військ із фронту. Загинув у цьому бою. Звання Героя Радянського Союзу Акраму Мінгазовичу присвоєно 20 квітня 1945 посмертно. Нагороджений орденом Леніна.
Похований у братській могилі в Миколаєві у сквері 68 десантників.

## Пам'ять
У Миколаєві відкрито Народний музей бойової слави моряків-десантників, споруджений пам'ятник. Ім'я ольшанців має одна з вулиць міста. Вулиця в місті Леніногорську названа ім'ям Хайрутдінова. У селі Сходнєво-Чертанла Леніногорського району Республіки Татарстан встановлено обеліск. Обеліск на Алеї Героїв міста Леніногорськ.